# Монтеривозо (Терни)
Монтеривозо је насеље у Италији у округу Терни, региону Умбрија.
Према процени из 2011. у насељу је живело 107 становника. Насеље се налази на надморској висини од 331 м.